# Nara Leão

Nara Leão (1965)

Nara Lofego Leão (anhörenⓘ; * 19. Januar 1942 in Vitória, Espírito Santo, Brasilien; † 7. Juni 1989 in Rio de Janeiro) war eine brasilianische Schauspielerin und Sängerin. Sie wurde auch „Die Muse des Bossa Nova“ genannt.

## Leben
Nara Leão wurde am 19. Januar 1942 in Vitória als Tochter von Altina Lofego and Jairo Leão geboren. Kurz nach ihrer Geburt zog die Familie nach Rio de Janeiro. Sie studierte Gitarre an der Universität von Rio de Janeiro unter anderem bei Solon Ayala und Patrício Teixeira. Ende der 1950er Jahre arbeitete sie als Reporterin für die Zeitung Última Hora. Sie gab Gitarrenunterricht und lehrte an der Musikakademie der Komponisten Carlos Lyra und Roberto Menescal in Copacabana. Sie war mit dem Filmemacher Carlos Diegues verheiratet und wirkte in seinen Filmen sowohl als Sängerin wie auch als Schauspielerin mit. Am 7. Juni 1989 starb Nara Lofego Leão an einem Gehirntumor.

## Filmografie (Auswahl)
- 1963: Ganga Zumba
- 1966: Onde a Terra Começa
- 1967: Garôta de Ipanema
- 1970: Os Herdeiros
- 1972: Quando o Carnaval chegar
- 1974: Um Homem célebre

## Diskografie (Auswahl)
- 1964: Opinião de Nara (Philips)
- 1964: Nara (Elenco)
- 1965: O Canto livre de Nara (Philips)
- 1969: Coisas do Mundo (Philips)
- 1970: Dez Anos depois (Polydor)
- 1982: O Rapto das Cebolinhas  Polygram